# Uhrenkanon
Der Uhrenkanon ist ein Kanon zu drei Stimmen im Einklang. Text und Melodie verfasste der Komponist Karl Karow (1790–1863), der das Lied 1838 erstmals veröffentlichte.
Karow verfasste den Kanon als Gesangsübung für Schulkinder. Auch als Tonalitätsübung zur Festigung der Dreiklangnoten wurde er pädagogisch eingesetzt.
Bis heute dient er an (Vor-)Schulen zum Lehrplan und wird als Bewegtes Singspiel aufgeführt.

## Text
Große Uhren gehen tick tack, tick tack,

kleine Uhren gehen tick tack tick tack, tick tack tick tack,

und die kleinen Taschenuhren tikke takke tikke takke tikke takke tick!